# Matteo Cavagnini
Matteo Cavagnini (Brescia, 12 novembre 1974) è un cestista italiano che gioca per la Polisportiva Amicacci Abruzzo, squadra di pallacanestro in carrozzina di Giulianova.

## Biografia
Nato a Brescia e cresciuto a Montirone, un piccolo paese della provincia di Brescia. Il 31 agosto del 1989 gli viene amputata la gamba sinistra in seguito ad un incidente stradale .
Nel 1992 inizia a giocare a basket in carrozzina nella squadra locale. Successivamente ha giocato a Verona (1993-1994), Varese (1995), Bergamo (1996-1999), Padova (2000-2001; 2007-2008), Cantù (2002-2006). Milita nel Santa Lucia dalla stagione 2008/2009. Attualmente veste la maglia dell'Amicacci Giulianova.
È stato il capitano della nazionale italiana, con cui ha esordito nel 1998 nella partita contro l'Inghilterra, persa per 58 - 69.

## Palmarès

### Club

#### Campionato Italiano - Scudetto
- 2009 con il Santa Lucia Roma
- 2010 con il Santa Lucia Roma
- 2011 con il Santa Lucia Roma
- 2012 con il Santa Lucia Roma
- 2015 con il Santa Lucia Roma
- 2023 con l'Amicacci Abruzzo

#### Brinkman Cup
- 2008 con il Padova - titolo di MVP e miglior realizzatore

#### Supercoppa Italiana
- 2007 con il Padova
- 2009 con il Santa Lucia Roma
- 2011 con il Santa Lucia Roma
- 2014 con il Santa Lucia Roma
- 2015 con il Santa Lucia Roma
- 2022 con la Polisportiva Amicacci Giulianova

#### Vergaugen Cup (Coppa delle Coppe)
- 2005 con il Cantù
- 2009 con il Santa Lucia Roma + titolo di MVP

Eurolega 3
- 2018 con il Santa Lucia Roma + titolo di MVP

#### Coppa Italia
- 2004 con il Cantù + titolo di MVP
- 2007 con il Padova + titolo di MVP
- 2009 con il Santa Lucia Roma
- 2010 con il Santa Lucia Roma
- 2012 con il Santa Lucia Roma
- 2014 con il Santa Lucia Roma
- 2015 con il Santa Lucia Roma

#### Champions Cup (Coppa dei Campioni)
- 2006 con la Briantea84 Cantù - Medaglia di bronzo
- 2010 con il Santa Lucia Roma - Medaglia d'argento + titolo di MVP
- 2011 con il Santa Lucia Roma - Medaglia di bronzo
- 2013 con il Santa Lucia Roma - Medaglia d'argento + titolo di MVP
- 2015 con il Santa Lucia Roma - Medaglia di bronzo

### Nazionale

#### Europei
- 1999 Olanda – 6º posto
- 2001 Olanda – 7º posto
- 2003 Italia – 1º posto e qualificazione alle Paraolimpiadi di Atene
- 2007 Germania – Settimo posto
- 2005 Francia – 1º posto
- 2009 Turchia – 1º posto
- 2011 Israele – 6º posto e qualificazione alle Paraolimpiadi di Londra
- 2013 Germania – 5º posto e qualificazione il Mondiale Korea
- 2015 Inghilterra – 6º posto e mancata qualificazione alle Paraolimpiadi di Rio Brasile
- 2022 Spagna - 4º posto parimerito con Germania per mancata finale 3°/4° causa Covid19

#### Mondiali
- 2023 Dubai - 5º posto
- 2014 Korea - 5º posto
- 2010 Inghilterra - 4º posto
- 2006 Olanda – 8º posto

#### Giochi paralimpici
- 2012 Londra – 10º posto
- 2004 Atene – 6º posto

#### Kitakiushu Cup
- 2003 Giappone - Medaglia d'argento

#### Individuale
- 3 volte miglior realizzatore in Azzurro
- 5 volte MVP, di cui 2 volte con il Padova, 2 con il Santa Lucia Roma e 1 con il Cantù
- 2 volte miglior realizzatore con il Padova

## Curiosità
È stato scelto 2 volte dal Coni e dal Cip come testimonial della pallacanestro in carrozzina.
È stato testimonial della Citroën nel 2003 per pubblicizzare veicoli adatti ai portatori di handicap.